# کارین جیمز
کارین جیمز (انگلیسی: Caryn James) منتقد فیلم، روزنامه‌نگار، مدرس دانشگاه و نویسنده آمریکایی است.

## زندگی
جیمز در پراویدنس بزرگ شد و دکترای خود در ادبیات انگلیسی را از دانشگاه براون گرفت. او به‌عنوان روزنامه‌نگار مستقل در نیویورک تایمز، نیوزدی، تی‌وی گاید و وگ آغاز به کار کرد. او در نهایت جایگاه سه هفته‌ای در نقد کتاب نیویورک تایمز دریافت کرد و بعداً به کارمند دائمی تبدیل شد.
جیمز به‌عنوان گزارشگر فرهنگی به سمت این روزنامه روزانه رفت. او در سال ۱۹۹۵، به‌عنوان منتقد تلویزیون آغاز به کار کرد و در سال ۱۹۹۷، از سوی تایمز به عنوان نخستین منتقد ارشد تلویزیون این مجله معرفی شد. یک سال بعد، او اولین رمان خود را به نام گلوری منتشر کرد که با نقدهای خوبی روبرو شد.
در سال ۲۰۰۶، او دومین رمان خود را منتشر کرد: آنچه کارولین می‌دانست: رمان. او تا سال ۲۰۱۰، تایمز را ترک کرد و به نقد فیلم بازگشت. او سپس در مجله ماری کلر آغاز به کار کرد و در عین حال کار مستقل نیز انجام می‌داد. سال بعد، جیمز برای ایندی‌وایر در بخش James on Screens می‌نوشت. او برای وال‌استریت ژورنال و هالیوود ریپورتر می‌نویسد و استادیار مطالعات فیلم در دانشگاه کلمبیا است.

## گزیدهٔ آثار
- James, Caryn (1998). Glorie: A Novel. Zoland Books. ISBN 978-0-944072-87-5.
- James, Caryn (March 7, 2006). What Caroline Knew: A Novel. St. Martin's Press. ISBN 978-0-312-34312-5.